# Mai chiếu thủy
Mai chiếu thủy, mai chấn thủy, mai trúc thủy hay lòng mức miên có tên khoa học là Wrightia religiosa (Teijsm. et Binn.) Hook.f., thuộc họ Trúc đào (Apocynaceae).

## Mô tả
Cây thân gỗ có những nhánh dài mảnh, có lông mềm. Lá hình trái xoan - ngọn giáo, thuôn, hình dải - ngọn giáo, nhọn ở chóp, có góc ở gốc, hai mặt lá khác màu, hầu như không có cuống, dài 3-6,5 cm, rộng 1-2,5 cm. Hoa trắng, mọc thành xim dạng ngù ở ngọn các nhánh. Mỗi hoa cho ra 2 quả đại hình dải, có mũi và nhọn ở đỉnh, thót nhọn ở gốc, hơi rẽ đôi, màu đen đen, có khía dọc, dài 10–12 cm, rộng 3-3,5mm. Hạt hình dải dài 6mm, rộng 1mm mang chùm lông mềm màu trắng.
Mai chiếu thủy có màu trắng, mùi thơm, mọc trên một cọng dài kết thành chùm. Hoa có 5 cánh nhìn thoáng qua giống hoa mai, nên có tên gọi là mai. Hoa mai chiếu thủy nở luôn luôn nhìn xuống mặt đất, nên gọi là chiếu thổ, chiếu thủy.
Mai chiếu thủy có nguồn gốc từ miền Đông Dương, thường trồng chủ yếu làm cảnh. Ra hoa hầu như quanh năm.

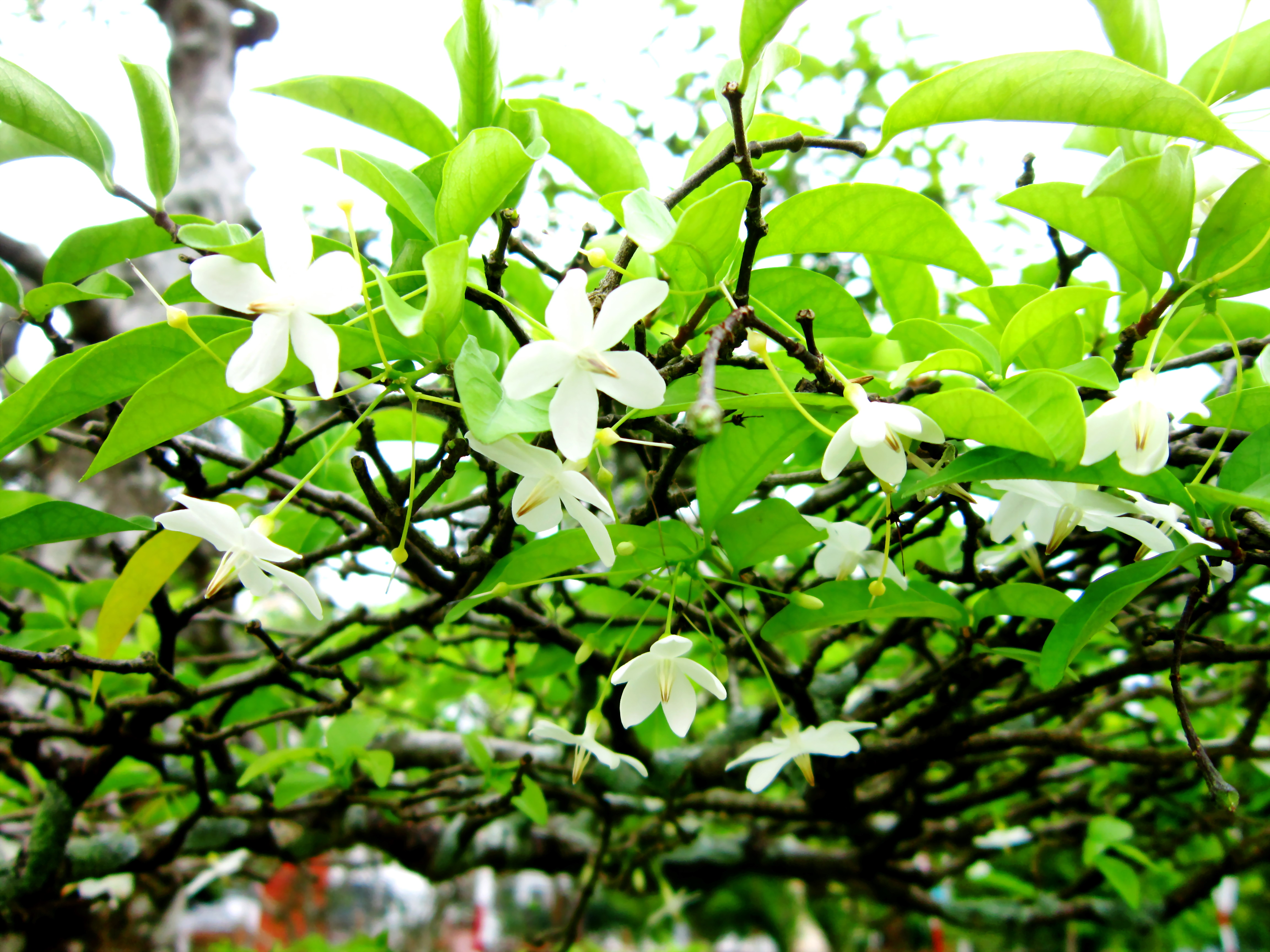
Lá và hoa mai chiếu thủy